# Brugsvandscirkulation
Brugsvandscirkulation er et teknisk begreb som dækker over en del af brugsvands-rørsystemet i en bygning, som specifikt bruges til at holde temperaturen på det varme vand høj inde i rørsystemet. Derved reduceres tiden fra den varme vandhane bliver åbnet til vandet bliver varmt, hvilket dels sparer vand, dels sikrer at vandets temperatur holdes således at bakterievækst begrænses mest muligt.
I større bygninger varmes det varme brugsvand ofte op et centralt sted, i en eller flere varmtvandsbeholdere eller (sjældnere) i en eller flere varmevekslere. På grund af den store afstand fra varmecentralen til den fjerneste forbruger er det ofte nødvendigt at lade det varme vand cirkulere, således at man fra varmecentralen monterer to vandrør – et koldtvandsrør og et varmtvandsrør. Ved den (eller de) fjerneste forbruger(e) indbygger man derefter et tredje vandrør, som fører det varme vand tilbage til varmtvandsproduktionen.
Til dette brug monterer man en cirkulationspumpe, som skal være godkendt til brugsvand. Pumpen monteres som regel i nærheden af varmtvandsproduktionen, og pumper ind i denne.

## Rørsystemer for brugsvandscirkulation
Selve rørsystemet udføres som regel af de samme komponenter som resten af rørsystemet, dog som regel i mindre dimension. Der udføres ofte en form for reguleringsventiler i rørsystemet, som sikrer at temperaturen er tilstrækkelig i alle dele af rørsystemet:
- statiske ventiler, dvs. fastindstillede lukkeventiler (bruges efterhånden sjældent, da det medfører dårlig regulering og forhøjet energiforbrug)
- termostatiske ventiler (den mest brugte metode, som åbner afhængigt af temperaturen af det forbistrømmende vand)
- termostatiske ventiler med en elektrisk overstyringsmulighed. (som ovenfor, men med mulighed for temperaturgymnastik)

## Temperaturgymnastik
I de fleste større rørsystemer kan der være ønske om at kunne skrue op for temperaturen i kortere perioder, oftest med det formål at øge sikkerheden mod bakterievækst i rørsystemet. Det kan eksempelvis være tilfældet på hospitaler, hvor kravene til bakteriefrit vand er meget strenge. Ved brugsvandscirkulations-systemer skal reguleringsventilerne være egnede for dette brug.